# My New Best Friend
My New Best Friend ist eine britische Comedy-Serie, die auf dem Channel 4 im Jahr 2003 lief. Sie basiert auf der Idee, einen ganz normalen Menschen dazu zu bringen, einen wildfremden Menschen über ein Wochenende lang seinen Freunden und Bekannten als seinen neuen besten Freund vorzustellen. Diese Person wird von Marc Wootton gespielt. Als Belohnung erhalten die Teilnehmer eine Geldsumme in Höhe von £10.000. Das Schwierige daran ist, dass Marc Wootton sehr schwierige und außergewöhnliche Menschen spielt, die meist die jeweilige Person vor ihrer gesamten Familie und den Bekannten lächerlich machen und sie bis an ihre Grenzen treiben. Dabei spielt Wootton in jeder Folge einen anderen Charakter.
Am Ende des Wochenendes gibt Wootton dem Gewinner die £10.000 und verschwindet. Der Teilnehmer darf danach die Situation erklären, und sagen, dass alles nur ein Spiel für eine Fernsehsendung war. My New Best Friend gewann 2004 den Rose D'or Golden Rose Award at Montreux und einen British Comedy Award for Best New TV Comedy im Jahr 2003.